# バンビ・ウッズ
バンビ・ウッズ（Bambi Woods、1955年7月12日 - ）は、1978年の映画『デビー・ダズ・ダラス』の主演女優として最も知られているアメリカ合衆国のポルノ女優。

## 人物
ウッズは数本の映画にしか出演していない。Internet Movie Databaseでリストアップされているのは4作、前述の『デビー・ダズ・ダラス』と1981年・1985年の続編、及び1981年の映画『スウェディッシュ・エロティカ 12』である。『デビー・ダズ・ダラス』はその後も多くの続編やスピンオフ作品を生み出した古典的映画となった。なお、『デビー・ダズ・ダラス』は制作当時にアメリカ著作権局への登録が行われなかったため、アメリカ国内および相互主義を取る国においてはパブリックドメインとなっている。AVNはウッズを殿堂入りメンバーに加えている。
ジ・エイジの記事ではウッズは1986年にドラッグのオーバードースで死亡したとされている。2005年、チャンネル4はドキュメンタリー番組『知られざるデビー・ダズ・ダラス (Debbie Does Dallas Uncovered)』で私立探偵を雇いウッズを探し出そうとしたが、ウッズがオーバードースで亡くなったという記事の真偽を確かめることはできなかった。また同番組はウッズ自身と語る人物から、彼女が薬物濫用の現場を目の当たりにしたためポルノ映画界から離れ、アイオワ州デモインに住む無名の主婦・母親になったと主張する手紙を受け取った。

## 大衆文化において
オランダのバンドA Balladeerは『Where Are You, Bambi Woods?（直訳：あなたはどこにいるのか、バンビ・ウッズ?）』(ASIN B001CNFZH2) というアルバムを2008年9月にEMIレーベルからリリースした。同タイトルの曲が11曲目に収録されている。

## 受賞歴
- AVN殿堂顕彰 (1998年)